# Maurice Deville
Ne doit pas être confondu avec Maurice Deville (peintre).
Maurice John Deville, né le 31 juillet 1992 à Sulingen en Basse-Saxe, est un joueur de football international luxembourgeois, qui joue au poste d'attaquant. Il joue pour le Swift Hesperange. Son père Frank Deville fut également international luxembourgeois.

## Biographie

### Sa naissance et son enfance
Maurice Deville naît en 1992 dans la ville allemande Sulingen. Il est le fils de l'ancien footballeur Frank Deville et d'une mère allemande.

### Carrière en club
Deville est formé au sein des clubs du Swift Hesperinge et de l'Alemannia Aachen. 
En 2010, il signe un contrat avec le SV Elversberg, pour lequel il marque quelques buts, ce qui lui vaut d'être convoqué par le sélectionneur de l'équipe nationale de football luxembourgeoise, Luc Holtz. En 2013, il signe avec le 1. FC Sarrebruck, club évoluant en troisième division allemande. 
Il est acheté lors de l'été 2014 par le club du FC Kaiserslautern. Lors de la saison 2015-2016, il dispute avec cette équipe 17 matchs en deuxième division allemande, inscrivant 4 buts. En 2016, Deville prêté dans la troisième division à FSV Francfort. Avec eux, il est relégués à la Regionalliga Südwest (quatrième ligue). À l'été 2017, Deville a rejoint le SV Waldhof Mannheim dans le Regionalliga Südwest. A l'issue de la saison 2018/2019, son équipe finit en tête du championnat et s'assure la montée en 3.Liga. 

### Carrière en sélection
Il joue son premier match en amical contre la Suisse, disputant les 15 dernières minutes de la rencontre. 
Sa seconde sélection a lieu le 29 février 2012, toujours en amical (comme test de préparation avant les qualifications de la coupe du monde 2014) contre la Macédoine de John Toshack. Il entre en jeu à la 46e minute à la place d'Aurélien Joachim, puis égalise 10 minutes plus tard en inscrivant un magnifique but (1-1). Durant les dernières minutes du match, grâce à Mario Mutsch, il arrive à récupérer le ballon, court tout seul devant le gardien macédonien et marque le but du 2-1.